# 蓬蒿剧场
39°56′10″N 116°24′23″E / 39.9361916°N 116.4064327°E
蓬蒿剧场，位于北京市东城区东棉花胡同35号，是改革开放后北京市第一家民建民营小剧场。

## 简介
2008年，喜欢话剧的牙科医生王翔在东棉花胡同35号租地自建了“蓬蒿剧场"，改建成本为100多万元人民币。这是北京市第一家民建民营小剧场。“蓬蒿”二字取自李白“仰天长笑出门去，我辈岂是蓬蒿人”，意在让普通百姓能走进剧场享受戏剧的乐趣。蓬蒿剧场主要举办话剧演出，兼有现代舞、音乐、展览。
蓬蒿剧场是在四合院中心庭院内加盖而成，坐北朝南的正房变为休息区及咖啡馆，东西厢房改为办公室及化妆间。
2010年开始，蓬蒿剧场与北京市东城区文化委员会合作创办每年一届的“南锣鼓巷戏剧节”，东城区人民政府和交道口街道办事处给蓬蒿剧场少量补贴。